# Dujker antilope
Dujker antilope pripadnice su svake od 19 malih ili srednje velikih vrsta antilopa izvornih za Subsahrasku Afriku.
Dujker antilope sramežljiva su i lukava bića, sklona gustim skloništima; većina vrsta obitava u šumama te čak i vrste koje obitavaju na otvorenijim prostorima brzo nestaju u gustišu ako osjete i najmanji znak opasnosti. Njihovo ime dolazi od afrikaanske riječi za ronioca, odnoseći se na njihovu naviku uranjanja u šikaru.
S lagano zasvođenim tijelom i nešto dužim stražnjim nogama od prednjih, veoma su dobro prilagođene probijanju kroz gusto nisko raslinje i šiakru. Prebirnici su, a ne travojedi, hraneći se lišćem, izdancima, sjemenkama, plodovima, pupoljcima i korom drveta, a često prate jata ptica ili grupe majmuna kako bi jeli voće koje njima ispadne. Svoju prehranu nadopunjuju mesom: dujker antilope se s vremena na vrijeme hrane kukcima i strvinama, a ponekad se prikradaju glodavcima i manjim pticama, te ih zatim jedu. Plava dujker antilopa sklona je jedenju mrava.
- PORODICA BOVIDAE
  - Potporodica Bovinae: divlja goveda i antilope zavijenih rogova, 24 vrste u 9 rodova
  - Potporodica Cephalophinae
    - Rod Cephalophus šumski dujkeri
      - Abbottova dujker antilopa, Cephalophus spadix
      - Aderova dujker antilopa, Cephalophus adersi
      - Bayova dujker antilopa, Cephalophus dorsalis
      - Crna dujker antilopa, Cephalophus niger
      - Harveyjeva dujker antilopa, Cephalophus harveyi
      - Jentinkova dujker antilopa, Cephalophus jentinki
      - Crvena šumska dujker antilopa, Cephalophus natalensis
      - Ogilbyjeva dujker antilopa, Cephalophus ogilbyi
      - Peterova dujker antilopa, Cephalophus callipygus
      - Ruwenzorijeva dujker antilopa, Cephalophus rubidis
      - Weynsova dujker antilopa, Cephalophus weynsi
      - Zebrasta dujker antilopa, Cephalophus zebra
      - Cephalophus leucogaster
      - Cephalophus Sylvicultor
      - Cephalophus rufilatus
      - Cephalophus nigrifrons

    - Rod Sylvicapra
      - Obična dujker antilopa, Sylvicapra grimmia

    - Rod Philantomba Blyth, 1840
      - Philantomba maxwellii (C. H. Smith, 1827) – Maxwellova Dujker antilopa
      - Philantomba monticola (Thunberg, 1789) – plava dujker antilopa